# Бланк, Мел
Мел Бланк (англ. Mel Blanc; 30 мая 1908, Сан-Франциско — 10 июля 1989, Лос-Анджелес) — американский актёр озвучивания и комедиант. Свою почти шестидесятилетнюю карьеру профессионального комика начал как диктор рекламных объявлений на радио, но более известен озвучиванием мультфильмов студии Warner Bros. во времена Золотой эпохи американской мультипликации» и телевизионных мультсериалов Hanna-Barbera в более поздний период.
Голосом Мела Бланка говорят такие персонажи как Багз Банни, Поросёнок Порки, Кот Сильвестр, Птенец Твити, Вайл И. Койот, мышонок Спиди Гонзалес и др. За свой необыкновенно разнообразный талант актёра-голосовика Бланк получил прозвище «Человек тысячи голосов».

## Ранние годы, карьера на радио
Урождённый Мелвин Джером Бланк, из семьи еврейских иммигрантов из России Фредерика и Евы Бланк, в возрасте 16 лет изменил написание фамилии с «Blank» на «Blanc», по слухам, после заявления школьного учителя, сказавшего что он ничего не сто́ит и останется на всю жизнь воплощением своей фамилии (англ. blank — пустой). Карьеру актёра Бланк начал в 1927 году, устроившись на работу на станцию KGW. В 1933-м он перешёл работать на KEX, а в 1935-м устроился на принадлежавшую компании Warner Bros. станцию KFWB. В 1936-м Бланк перебрался на радио CBS. С конца 30-х годов он регулярно принимал участие в шоу популярного радиоведущего и комика Джэка Бенни на NBC, изображая самых разных персонажей. Успех, достигнутый Бланком за время работы на «The Jack Benny Program» позволил ему в середине 40-х запустить собственное шоу на CBS, которое продержалось в эфире почти год.

## Озвучивание анимации периода Золотой эпохи
В 1936 году Мел Бланк присоединился к коллективу мультотдела Warner Brothers. Сам Бланк любил рассказывать, как первоначально Норман Спенсер, музыкальный директор Шлезингера, также курировавший озвучивание персонажей, отказал Бланку в работе, заявив, что у них уже есть все голоса, которые им нужны. После смерти Спенсера его обязанности поделили между собой Трег Броун и Карл Сталлинг. Броун, теперь отвечавший за озвучивание, представил Бланка режиссёрам-мультипликаторам Тэксу Эйвери, Бобу Клэмпетту, Фрицу Фрилингу и Фрэнку Ташлину.
Первым мультфильмом, над которым Бланку довелось работать, был снятый Тэксом Эйвери в 1937 году «Picador Porky» (Бланк озвучивал пьяного быка). Позднее ему достался голос самого Порки Пига в фильме «Porky’s Duck Hunt» (в этом фильме впервые на экране появился Даффи Дак, озвученный также им). Вскоре Бланк уже озвучивал почти всех персонажей мультфильмов Warner Brothers, в том числе Багза Банни, кота Сильвестра, Фоггорна Леггорна, птичку Твити, скунса Пепе Ле Пью и других - сотрудничая при этом и с другими компаниями, в частности его же голосом говорит Вуди Вудпеккер в своих самых первых сериях.
На протяжении всей карьеры Бланк осознавал особенность своего таланта и старался защитить своё авторство условиями контракта. Он без колебаний начинал судебные тяжбы в случаях, когда находил свои права нарушенными. Актёры озвучивания, как правило, не указывались в титрах (как его коллеги Би Бенадерет и Джун Форей), но Бланк в этом плане стал исключением: в 1943 году он сумел добиться от Леона Шлезингера контракта, по которому в титрах фильмов с его озвучиванием указывалась короткая но ёмкая строка «Voice characterization by Mel Blanc» (в данном случае можно перевести как «озвучивание разработано и выполнено Мелом Бланком»).
Бланк говорил, что наибольшей сложностью лично для него отличается озвучивание Йоземита Сэма (ковбой-коротышка, который постоянно орёт на окружающих) из-за необходимости сильно напрягать горло.

## Автомобильная авария и последствия
24 января 1961 года Бланк попал в серьёзную автомобильную катастрофу. Он получил перелом обеих ног и костей таза, но самой серьёзной оказалась черепно-мозговая травма, следствием которой стала трёхнедельная кома. Одна очевидно недобросовестная газета даже опубликовала сообщение о его смерти.
В своей автобиографии Бланк рассказывает, что за время восстановительных процедур ему пришло 15000 почтовых открыток с пожеланиями скорейшего выздоровления (в том числе адресованных довольно просто: «Багзу Банни, Голливуд, США»).
После выздоровления Бланк сказал в телеинтервью, что умный доктор помог ему выкарабкаться из комы, разговаривая с ним как с Багзом Банни — после того, как не смог «достучаться» до его собственного сознания. Сам Бланк не помнил этих событий, но его жена и сын поклялись, что когда доктор догадался спросить его: «Как ты сегодня, Багз Банни?» Бланк ответил ему голосом Багза. Бланк даже поблагодарил Багза за то, что тот спас ему жизнь.
17 марта Бланк был выписан и вернулся домой, где его приветствовали полторы сотни человек, включая друзей и соседей. 22 марта он подал в суд на муниципалитет Лос Анджелеса. Авария, в которую он попал, была 26-й на этом участке дороги за два предшествовших года и городские власти были вынуждены в спешном порядке искать средства для того, чтобы перестроить дорожное полотно на опасном повороте.
В то время Бланк озвучивал персонажа Барни Раббла в мультсериале «Флинтстоуны» на канале ABC, на период его реабилитации озвучивание временно выполнял актёр Доуз Батлер. После выхода нескольких эпизодов продюсеры распорядились установить записывающую аппаратуру в резиденции Бланка, чтобы тот мог работать не покидая дома.

## После Золотой эпохи: Hanna-Barbera и другие
В начале 60-х, по истечении контракта с Warner Bros., Бланк пришёл на студию Hanna-Barbera, продолжив свою карьеру актёра-голосовика. Наиболее известные из озвученных им персонажей того периода — Барни Раббл («Флинтстоуны») и мистер Спейсели («Джетсоны»). На тот момент ведущими актёрами озвучивания Hanna-Barbera были Доуз Батлер и Дон Мессик, до этого работавшие на MGM. Бланк же только начинал работу на телевидении, но, принимая во внимание его обширный опыт на Warner Bros., новичком его было сложно назвать.
В период с 1962-го по 1967-й Бланк работал с Чаком Джонсом над звуковым оформлением новых серий Том и Джерри (к тому времени Джонс ушёл из Warner Bros. и основал собственную студию Sib Tower 12 Productions).
В конце 60-х Warner Bros. запустила в производство первые телевизионные короткометражки с участием классических персонажей и пригласила для озвучивания некоторых из них Бланка. Он озвучил Даффи Дака, Спиди Гонсалеса, птичку Твити и кота Сильвестра, но Hanna-Barbera не дало ему разрешения озвучить Багза Банни.

## Мел Бланк ненавидел морковь?
Один из самых популярных персонажей, озвученных Бланком — кролик Багз Банни, который постоянно жуёт морковь. Практические эксперименты показали, что ни один другой овощ или фрукт не способен издавать такой звучный хруст, и во время записи голоса Багза Бланк откусывал морковку, жевал её и сплёвывал в плевательницу. Это дало почву для слухов о том, что якобы у Бланка была аллергия на морковь, а некоторые источники брались утверждать (и утверждают до сих пор) что Бланк не выносил её вкуса. В интервью, данном им в 1984 году, Бланк опроверг эти слухи и заявил, что не страдает от аллергии на морковь. В более поздних публикациях с ссылкой на заявления Бланка сообщалось, что он выплёвывал морковь не из-за боязни аллергической реакции (которой у него не могло быть, поскольку он не страдал аллергией) и не потому, что не любил морковь, а исключительно в целях экономии времени: выплёвывать морковь было быстрее, чем пережёвывать и глотать.

## Поздняя карьера и смерть
Вопреки распространённому среди поклонников мнению, Бланк вовсе не был одним из сотен претендентов, которых Джордж Лукас прослушал на роль андроида C-3PO. Этот слух, вероятно, вызван работой Бланка над озвучиванием робота Твики для сериала «Бак Роджерс в XXV веке» (первые 2 сезона).
В начале 1980-х Бланк работал над озвучиванием кота Хитклиффа (Heathcliff) из одноимённого мультсериала производства Ruby-Spears Productions (1980 г.) и DiC Entertainment (1984 г.). Также Бланк продолжал озвучивать своих любимых персонажей в телевизионной рекламе, предоставляя «вопящих» персонажей вроде Йоземита Сэма или Тасманского Дьявола актёрам помоложе — работа с этими голосами сильно утомляла его голосовые связки.
Последней работой Мела Бланка для кино является художественный фильм «Кто подставил кролика Роджера», для которого он в последний раз озвучил Багза Банни, Даффи Дака, Сильвестра, Твити и Порки Пига.
10 июля 1989 года Мел Бланк скончался от сердечной недостаточности. На его надгробной плите высечена надпись: «That’s All Folks! Mel Blanc, Man of 1000 Voices» («Вот и всё, ребята! Мел Бланк, человек тысячи голосов»).

## Список персонажей, озвученных Бланком
- Порки Пиг (1936—1989 гг., сформировавшийся после Джо Духерти[англ.])
- рёв автомобиля «Maxwell[англ.]» (машина Джека Бэнни)
- Даффи Дак (1937—1989 гг.)
- безымянные прототипы Багза Банни (1938—1940 гг.)
- Багз Банни (1940—1989 гг.)
- Вуди Вудпекер (1940—1941 гг.)
- Кот Гидеон («Пиноккио», 1940)
- Гайавата («Кроличья охота Гайаваты[англ.]», 1941 г.)
- Черепашка Сесил[англ.] (1941—1947 гг.)
- Птенец Твити (1942—1989 гг.)
- Рядовой Снафу, множество мультфильмов времён Второй мировой войны (1943 г.)
- Берти[англ.] (1945, 1949) и Хьюби (1947–1951)
- Йоземит Сэм (1945—1989 гг.) (впервые на экране в фильме «Меткий кролик[англ.]»)
- Пепе ле Пью (1945—1989 гг.)
- Кот Сильвестр (1945—1989 гг.), также известный как по некоторым фильмам как Томас (1947 г.)
- Фоггорн Леггорн (1946 г.)
- Барнард Дог[англ.] (1946—1989 гг.)
- Хенери Хоук[англ.] (1946—1989 гг.)
- Пёс Чарли[англ.] (1947 г.)
- Мак («Мак и Тош[англ.]», 1947 г.)
- Марсианин Марвин (1948—1989 гг.) и собака K-9 (1948)
- Бики Баззард[англ.] (1950 г.)
- Курт Мартин (1950 г., эпизод «Hillbilly Hare»)
- Элмер Фадд (1950, 1958, 1970—1980-е гг., замещая Артура К. Брайана[англ.])
- Медведь Бруно («Big Top Bunny[англ.]», 1951 г.)
- Вайл И. Койот (до 1952-го молчавший, впервые персонаж заговорил в «Операция „Кролик“[англ.]»)
- Марк Антоний и Пуссифут (1952—1958 гг.)
- Спиди Гонзалес (1953 г., впервые на экране в фильме «Кот-тейль для двоих[англ.]»)
- Тасманский Дьявол (Таз) (1954—1960 гг.)
- Барни Раббл и Дино («Флинтстоуны», 1960—1989 гг.)
- Квинто («Белоснежка и три балбеса», 1961 г.)
- Космо Дж. Спэйсли («Джетсоны», 1962—1989 гг.)
- Харди Хар Хар («Лев Липпи и Харди Хар Хар[англ.]», 1962—1964 гг.)
- Агент Сквиррел («Секретная белка[англ.]», 1965—1966 гг.)
- Фрито Бандито[англ.] (маскот кукурузных чипсов «Fritos[англ.]», 1967—1971 гг.)
- Бубба Маккой («Где Хаддлс?[англ.]», 1970 г.)
- Чагга-Бум, Як-Як и The Bully Brothers («Опасности для Пенелопы Питстоп[англ.]», 1969 г.)
- Speed Buggy[англ.] (1973 г.)
- Мышь Такер («Сверчок на Таймс-сквер[англ.]», 1973 г. и два сиквела)
- Капитан Кейвмэн («Капитан Кейвмэн и Юные ангелы[англ.]», 1977 г.)
- Робот Твики («Бак Роджерс в XXV веке», 1979 г.)
- Кот Хитклифф (1980, 1984—1987 гг.)

Помимо перечисленных, Бланк также подарил свой голос многим второстепенным персонажам и персонажам, побывавшим на экране лишь однажды.